# Schlösschen Beroldingen

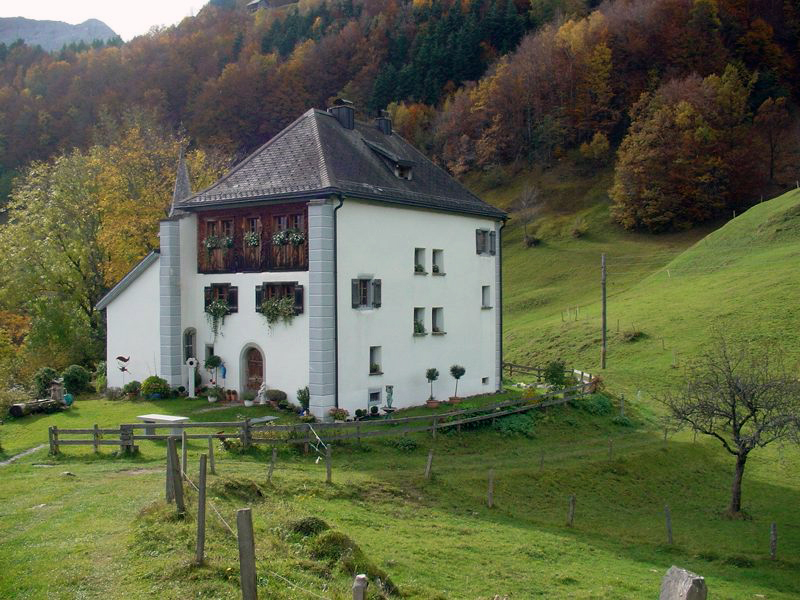
Schlössli Beroldingen (2015)

Das Schlösschen Beroldingen steht in der Gemeinde Seelisberg im Schweizer Kanton Uri.
Es diente der Familie von Beroldingen als Stammsitz und wurde 1500 erstmals urkundlich erwähnt. Der Urner Landammann Josue von Beroldingen ergänzte es 1545 mit einer Kapelle, welche dem heiligen Laurentius geweiht ist.
Das Schloss liegt am Weg der Schweiz und ist ein Kulturgut von regionaler Bedeutung.